# Atomosia glabrata
Atomosia glabrata är en tvåvingeart som först beskrevs av Thomas Say 1823.  Atomosia glabrata ingår i släktet Atomosia och familjen rovflugor. Inga underarter finns listade i Catalogue of Life.